# Aneflomorpha luteicornis
Aneflomorpha luteicornis là một loài bọ cánh cứng trong họ Cerambycidae.